# Follo FK
Follo FK (Follo Fotballklubb) är en fotbollsklubb från Ski i Akershus fylke i sydöstra Norge. Klubben grundades den 29 september 2000.
En av Follos största prestationer var att kvalificera sig till norska cupfinalen 2010 efter att bland annat ha slagit ut Rosenborg BK i semifinalen. I finalen mötte de Strømsgodset IF, där man förlorade med 0-2.